# ナサニエル・ロスチャイルド (初代ロスチャイルド男爵)
初代ロスチャイルド男爵ナサニエル・メイヤー・ロスチャイルド（英: Nathaniel Mayer Rothschild, 1st Baron Rothschild, GCVO, PC、1840年11月8日 - 1915年3月31日）は、イギリスの銀行家、政治家、貴族。英国ロスチャイルド家嫡流の第3代当主。

## 経歴
1840年に英国ロスチャイルド家の嫡流であるライオネル・ド・ロスチャイルドとその夫人シャーロットの長男としてロンドンに生まれる。弟にアルフレッドとレオポルドがいる。父ライオネルの弟たちはナサニエル・ド・ロスチャイルド（彼はパリに移住してフランス・ロチルド家の一員になった）以外に子がなかったため、ライオネルの息子3人が英国ロスチャイルド家の全財産を受け継ぐ立場であった。
ケンブリッジ大学トリニティ・カレッジに進学し、在学中に皇太子バーティ（後の国王エドワード7世）と親友となる。
1865年7月11日にロスチャイルド家が大地主として影響力を持つバッキンガムシャー・アリスバーリー選挙区から自由党候補として出馬して庶民院議員に初当選し、貴族院へ移籍する1885年まで当選を続ける。
1876年に死去した叔父アンソニーから准男爵位を継承し、1879年に死去した父ライオネルからオーストリア＝ハンガリー帝国の男爵位を継承した。また父の死により、弟二人とともにN・M・ロスチャイルド&サンズの共同経営者に就任した。
1882年にイギリス軍がオラービー革命を鎮圧してエジプトを占領した際にはエジプトの財政再建のために850万ポンドの借款を提供した。その恩賞で1885年にヴィクトリア女王よりロスチャイルド男爵位を授与された。彼はユダヤ教徒ユダヤ人で最初の貴族院議員であり、宣誓の際にはユダヤ教の三角帽をかぶり、ユダヤ教式の宣誓を行った。
祖父の代からの伝統で形式的に自由党に所属していたものの、彼自身は保守派であり、革新的な政策には全て反対した。改革政党に潜入し、内部から改革案を潰しまわる保守派のお手本のような人物だった。さらに1886年からは自由党を離れ自由統一党に所属し、保守党と自由統一党の連携の橋渡し役を務めている。
しかし彼の改革に反対する演説はいつも博識さに充ちあふれ、理路整然としていたため、親友の保守党党首ベンジャミン・ディズレーリからも感心された。ディズレーリは「歴史的事実について知りたいと思う時は、いつもナサニエルに尋ねた」と語っている。逆に政敵からは恐れられ、1909年には自由党政権の大蔵大臣ロイド・ジョージから「我々の改革への一切の道は"ナサニエル・ロスチャイルドの命により通行禁止"という注意標識一つで封鎖されるのか」と名指しで批判された。
1867年にケープ植民地（南アフリカ）でダイヤモンドが発見されるといち早くアングロ・アフリカン・ダイヤモンド鉱山会社に投資し、1887年には同社をセシル・ローズの鉱山会社デ・ビアスに合流させ、ローズの嘆願に応じてデ・ビアスに100万ポンドの投資を行った。以降ロスチャイルド家はダイヤモンド産業にも深くかかわるようになった。ローズはエジプトからケープ植民地までアフリカ大陸を縦断するイギリス植民地帝国を建設するという壮大な野望を持つ夢想的帝国主義者であったため、1890年にケープ植民地首相になるや、デ・ビアスの資産を帝国主義的拡張のために使用したいという要望を出資者のロスチャイルド卿にしてくるようになったが、現実主義者のロスチャイルド卿の反応は冷ややかで「我々はデ・ビアスをダイヤモンド会社に過ぎないと考えている」と断っていた。
慈善事業にも取り組み、ロンドンの4つの病院のパトロンとなり、英国赤十字社の会長も務めた。ユダヤ人同胞に対する慈善事業にはとりわけ力を入れ、ユダヤ人自由学校の運営に巨額の資金をかけた。迫害を受ける同胞の保護にもあたり、ユダヤ人迫害を推進するロシア帝国に対しては強い憤りを感じていた。ロシア政府が融資を求めにきた際にも門前払いにしている。また1904年の日露戦争では、ニューヨークのユダヤ人銀行家ジェイコブ・シフから「日本の勝利がユダヤ人同胞を迫害するツァーリ体制打倒のきっかけとなる」との誘いを受けて日本を財政的に支援した。とはいえ日本に関心があったわけではなく、親日家の次男チャールズがN・M・ロスチャイルド&サンズの支店を日本に作ることを提案してきた際にはにべもなく却下している。
また祖父の代からの付き合いで南米諸国と親しくしていた。ブラジル政府の国債や19世紀後半に独立したチリの国債をしばしば引き受けている。チリの国債は人気があったので、チリ政府は相手銀行を選べる立場にあったが、ロスチャイルド家とは条件に関係なく優先的に付き合っている。
ロスチャイルド卿の長男ウォルターはテオドール・ヘルツルのシオニズム思想に影響を受けていたが、ナサニエル自身はヘルツルとの会談には応じたものの、シオニズム思想には何らの共感も示さなかった。がっかりしたヘルツルは日記上で「このバカ者集団と交渉するのはどんな野郎だろう」と自嘲している。のみならずナサニエルは、シオニズム思想がユダヤ教徒イギリス国民の国民としての立場を危うくすると危惧し、イギリス・ユダヤ人たちに号令をかけて反シオニズム組織を結成させている。
1889年から1915年までバッキンガムシャー総督を務めた。
1915年3月31日に死去したが、ちょうど第一次世界大戦中の税制改正が行われた時期であり、莫大な相続税がかかった。当時のロスチャイルド家の銀行は個人所有の形態になっていたためである。ロスチャイルド卿自身も大戦中に死ぬことを恐れ、「私は生き続けなければならん。もし死んだら私の仕事のうちで最大の失敗をしたことになるだろう」と漏らしていた。さらにこの直後に弟のレオポルド（1917年死去）やアルフレッド（1918年死去）も相次いで死去したため、さらに莫大な相続税がかかり、ロスチャイルド家は衰退を余儀なくされた。

## 人物

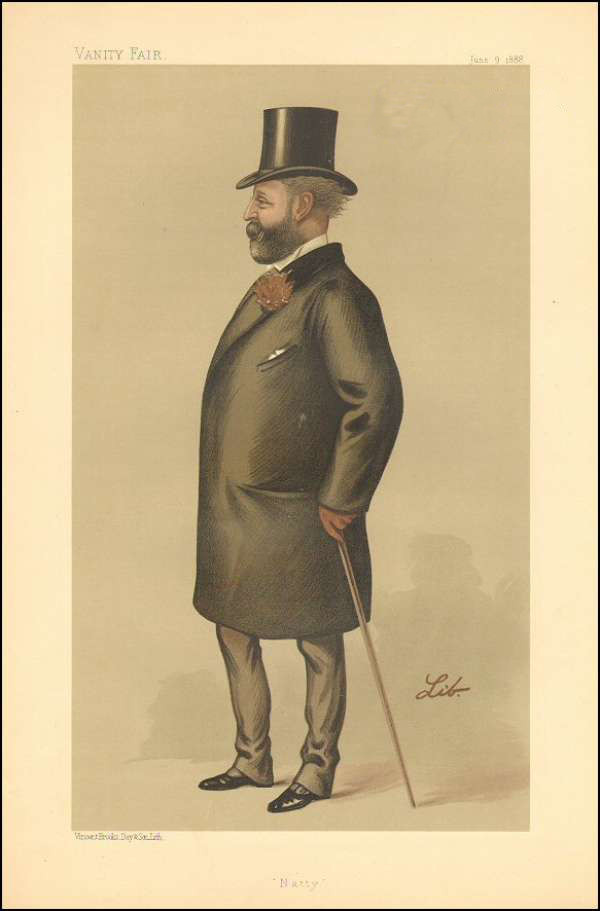
1888年6月9日の『バニティ・フェア』誌に描かれたロスチャイルド卿の似顔絵

自由主義的な祖父や父と異なり、政治思想的には保守的な人物だった。
その物腰は貴族主義的であり、しばしば傲岸不遜で嫌味だったという（特に天真爛漫な弟レオポルドと比較すると）。世紀が変わったぐらいの頃、慈善活動家ハーマン・ランダウがホームレス収容所建設のために必要な費用2万5000ポンドをロスチャイルド卿に援助してもらおうとニューコート事務所を訪問したことがあったが、ロスチャイルド卿はその説明を最後まで聞くことなく、3万ポンドをポンと出した。しかし欲のないランダウは「私の説明を理解しておられません。私は2万5000ポンドだけいるのです」と答え、5000ポンド減額することを求めた。これを聞いたロスチャイルド卿は同席していた弟レオポルドに「レオ、聞いたか。彼は我々に同情してくれるらしいぞ」と述べたという（ロスチャイルド卿は同情するのには慣れていたが、同情されるのには慣れていなかった）。
しかしこういう格下の階級に対する意地悪はまだ手心を加えている方であり、同階級の人間に対しては彼はもっと意地悪だった。ロスチャイルド卿の不興を被ったある侯爵夫人は、彼女の友達が全員ロスチャイルド家のパーティーに招かれる中、一人だけ招かれなかったり、あるいは招待された時も彼女の席はグラッドストンとロスチャイルド卿の間という表向き主賓扱いされているようで結局誰からも話しかけられない位置にされるなどしたという。そのようなこともあって「英国史上、最も不作法な人は、ロスチャイルド卿とウィンストン・チャーチル」という批評もある。
祖父と同様に乞食によく金貨をあげていたが、お礼を言われるのが苦手で、金貨を上げるとそそくさとその場を逃げ去ることが多かったという。

## 栄典

### 爵位・准男爵位
- 1876年1月3日、第2代ロスチャイルド准男爵（1847年創設連合王国准男爵位）[3]
- 1879年6月3日、第3代ロートシルト男爵（1822年創設オーストリア帝国爵位）[2]
- 1885年6月29日、初代ロスチャイルド男爵（連合王国貴族爵位）[3]

### 勲章
- 1902年、ロイヤル・ヴィクトリア勲章 ナイト・グランド・クロス（GCVO）（1902年）[3]

### 名誉職その他
- 1889年-1915年、バッキンガムシャー総督（英語版）[3]
- 1902年、枢密顧問官（PC）[3]
- 1911年、法学博士号（ケンブリッジ大学名誉学位）[3]

## 子女
1867年にロスチャイルド家の本家であるフランクフルト・ロートシルト家の令嬢エンマ・ルイーザ・フォン・ロートシルト（Emma Louise von Rothschild）と結婚した。二人は従兄妹の関係にあたる。エンマとの間に以下の3子を儲けている。
- 第1子（長男）ライオネル・ウォルター（1868-1937）：第2代ロスチャイルド男爵。動物学者。
- 第2子（長女）シャーロット・ルイーザ・エヴェリナ（Charlotte Louisa Adela Evelina）（1873-1947）：クライブ・ベーレンツ少佐と結婚
- 第3子（次男）ナサニエル・チャールズ（1877-1923）：銀行業を継承。